# Жуниор (фудбалер)
Женилсон Анжело де Соза (порт. Jenílson Ângelo de Souza; 20. јун 1973), познатији Жуниор (порт. Júnior) бивши је бразилски фудбалер. Играо је на позицији левог бека.

## Статистика каријере

### Репрезентација
Ажурирано 19. новембра 2003.
| Бразил | Бразил   | Бразил |
| Година | Утакмице | Голови |
| ------ | -------- | ------ |
| 1996   | 1        | 0      |
| 1998   | 5        | 0      |
| 2000   | 2        | 0      |
| 2001   | 3        | 0      |
| 2002   | 4        | 1      |
| 2003   | 4        | 0      |
| Укупно | 19       | 1      |

### Гол за репрезентацију
| #  | Датум         | Стадион                            | Противник | Гол   | Резултат | Такмичење               |
| -- | ------------- | ---------------------------------- | --------- | ----- | -------- | ----------------------- |
| 1. | 13. јун 2002. | Стадион Сувон, Сувон, Јужна Кореја | Костарика | 2 : 5 | 2 : 5    | Светско првенство 2002. |